# Yoshinori Sembiki
Yoshinori Sembiki (千疋 美徳 Sembiki Yoshinori?), född 5 januari 1964 i Fukuoka prefektur, är en japansk före detta fotbollsspelare och tränare.
Sembiki började sin karriär 1985 i Yomiuri. Med Yomiuri vann han japanska ligan 1986/87, japanska ligacupen 1985 och japanska cupen 1986, 1987. 1990 flyttade han till NKK. Efter NKK spelade han för Urawa Reds, NEC Yamagata och Fukuoka Blux. Han avslutade karriären 1995.
Sembiki har efter den aktiva karriären verkat som tränare och har tränat J2 League-klubbar, Sagan Tosu.